# K in Kortrijk

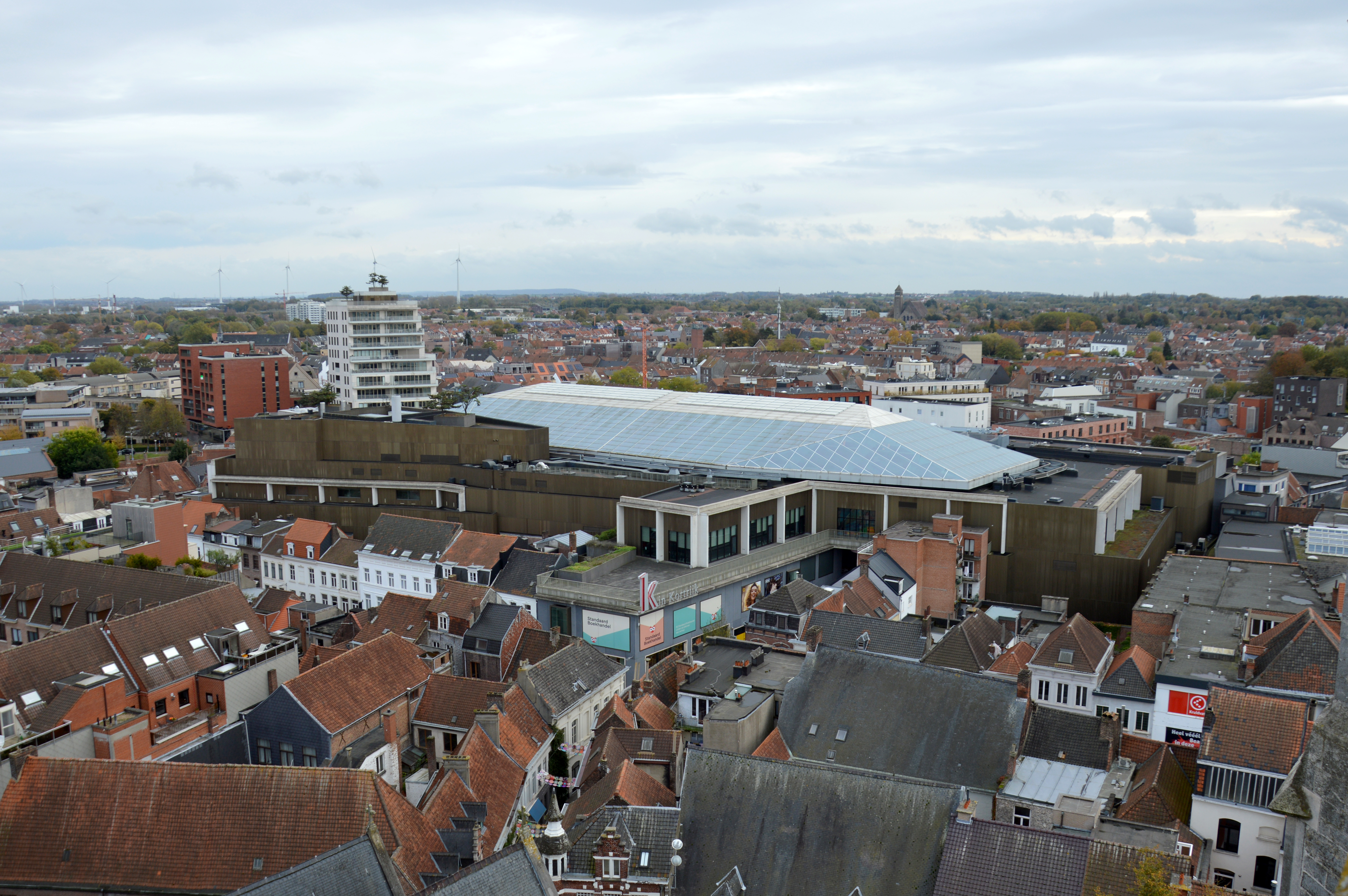
Zicht op het complex vanaf de Sint-Maartenskerk in 2024.

K in Kortrijk is een woon- en winkelcentrum van 34.000 m² in het centrum van de Belgische stad Kortrijk. Het is het grootste binnenstedelijke winkelcentrum in West-Vlaanderen. Het complex werd in 2010 opgeleverd.

## Beschrijving
Het geheel bestaat uit een winkelcomplex van 34.000 m², een 80-tal woongelegenheden, horecazaken, een ondergrondse parking voor 1100 auto's gespreid over drie niveaus, een fietsparking voor 450 fietsen, een ondergrondse leveringszone en een torengebouw met winkels en appartementen aan de Veemarkt. Het winkelcentrum bevat een centraal gelegen plein. Dit plein wordt overdekt door een koepel op een staalstructuur van 110 bij 30 meter groot.

## Geschiedenis
Het project werd gerealiseerd op de plaats van de voormalige schoolgebouwen van de lagere en middelbare school Onze-Lieve-Vrouw van Bijstand, het rusthuis en klooster de zuster van Bijstand en talrijke omliggende panden.
Het winkelcentrum werd ontworpen door het architectenbureau Robbrecht en Daem en bevindt zich tussen de Lange Steenstraat, Steenpoort, Sint-Jansstraat, Kleine Sint-Jansstraat, Veemarkt en de Wijngaardstraat. De Sionstraat liep dwars door het project en werd deels overkoepeld.
De werkzaamheden gingen begin augustus 2007 van start met de sloopwerken van oude, veelal leegstaande panden tussen de Wijngaardstraat en de Lange Steenstraat, alsook de voormalige schoolgebouwen van de Onze-Lieve-Vrouw van Bijstand. Tijdens de graaf- en funderingswerken eind november 2007 bevond de volledige Belgische capaciteit van machines voor slibwerken zich op deze werf. Om de uitvoeringstermijn te kunnen verkorten wordt dit binnenstedelijke project sinds september 2008 in stross uitgevoerd. Dat betekent dat er tegelijkertijd in twee richtingen werd gebouwd: zowel naar onder als naar boven.
Dit project, dat de grootste privé-investering ooit is in de Kortrijkse binnenstad, werd beheerd door investeringsmaatschappij Foruminvest. De opening was aanvankelijk voorzien voor het najaar van 2009, maar werd verlaat naar het voorjaar van 2010. Vele grote ketens tekenden reeds vrij snel voor een plaats in het toekomstige winkelcomplex. In maart 2009 was reeds 92% van de winkeloppervlakte verhuurd. Bij de opening, op 11 maart 2010, was dit, ondanks de economische crisis, 95%. In december 2009 werd het volledige Shoppingcenter door Foruminvest verkocht aan het Duitse Union Investment Real Estate. Daarbij werd een bedrag van € 200 miljoen genoemd, dat nooit werd bevestigd.

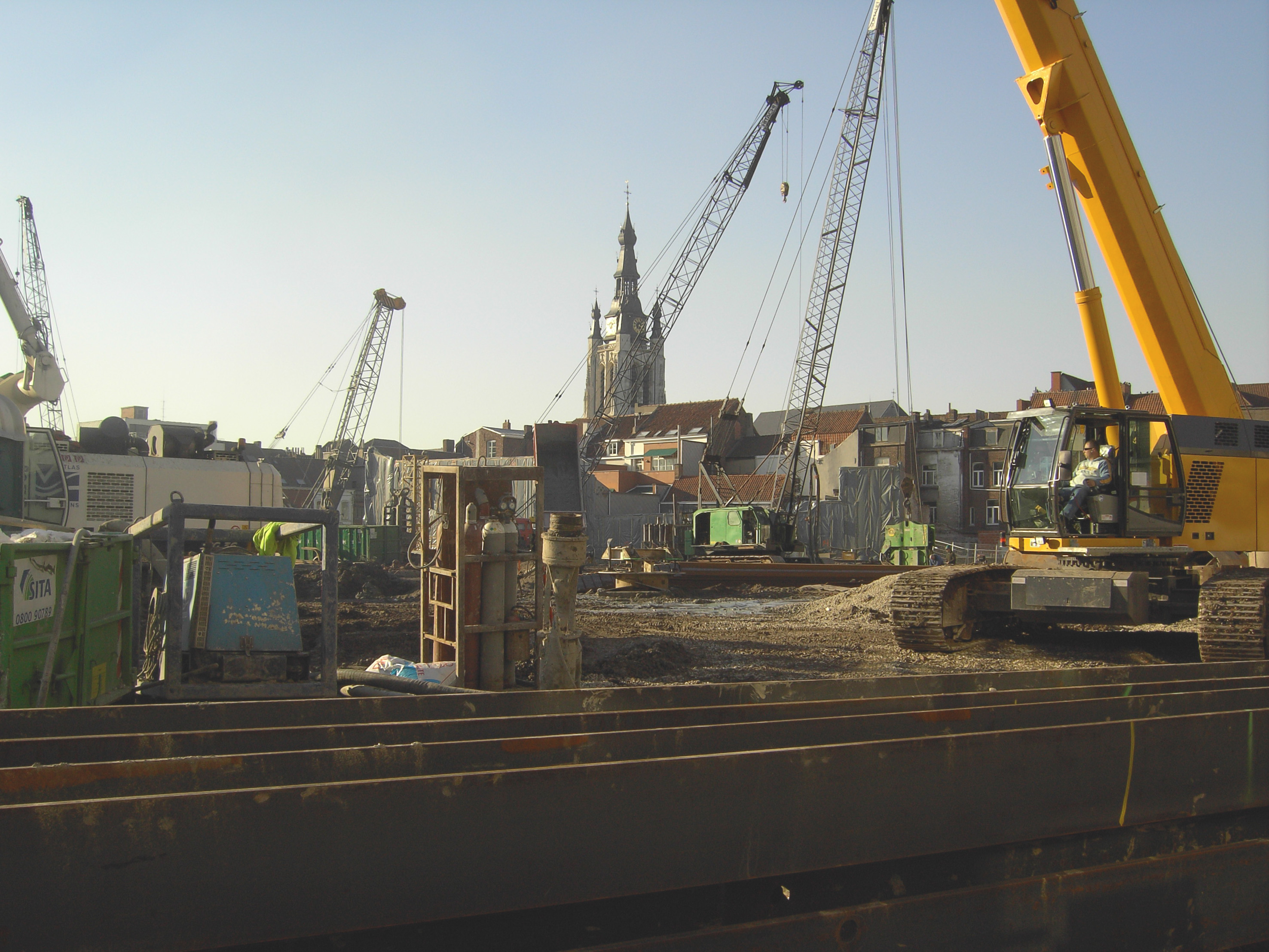
K in Kortrijk, voorbereidende werken (foto januari 2008).
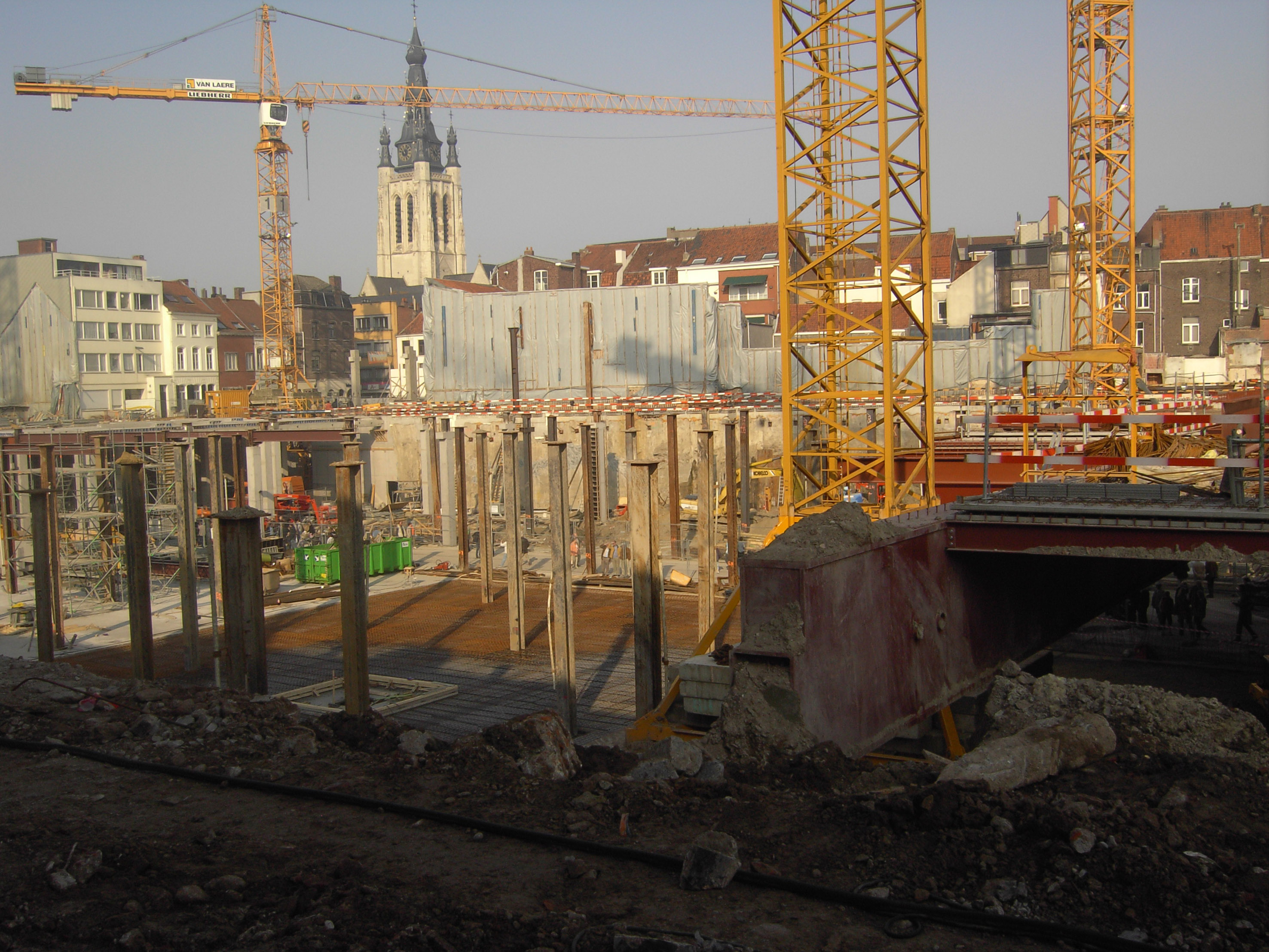
K in Kortrijk, zicht op de bouwput (foto eind september 2008).
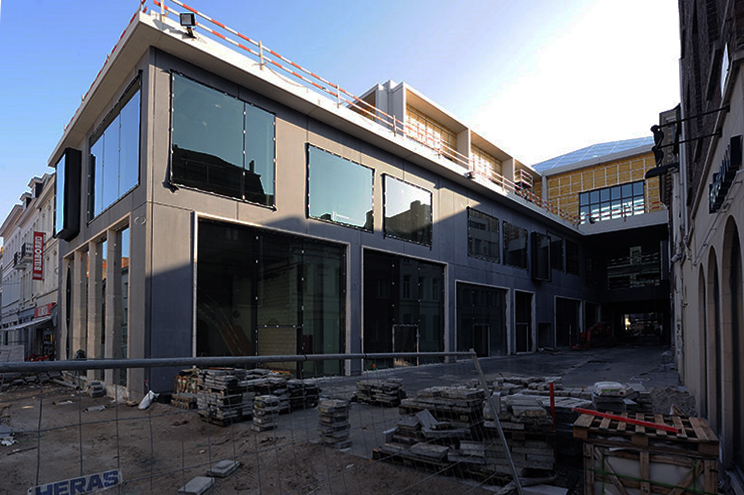
K in Kortrijk, ingang Steenpoort (foto november 2009).
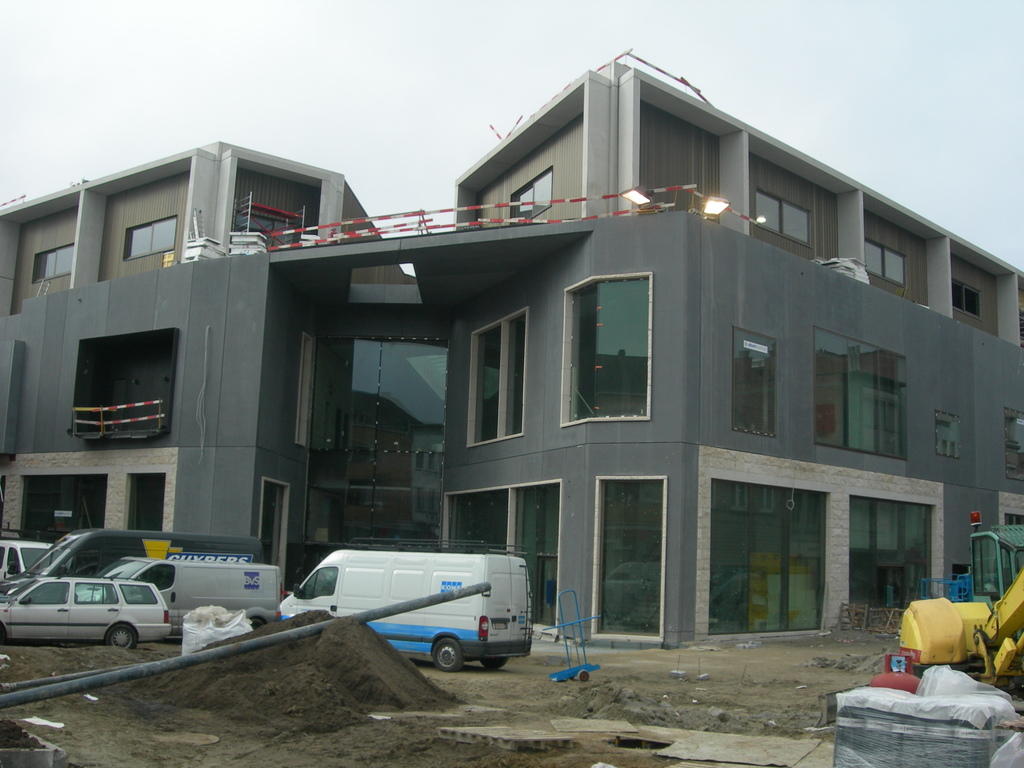
K in Kortrijk, ingang Veemarkt (foto januari 2010).

## Bereikbaarheid
Met het openbaar vervoer is het winkelcentrum bereikbaar via meerdere stads- en voorstadslijnen. Zo hebben stadslijn 9 en voorstadslijnen 50 en 51 een halte "K" nabij de ingang langsheen de Veemarkt.
Het winkelcentrum K in Kortrijk is met de wagen te bereiken via de kleine ring rond Kortrijk, de stadsring R36. In de Zwevegemsestraat en Romeinselaan is er een inrit naar de ondergrondse parkeergarage, terwijl er in de Romeinselaan en Sint-Janslaan een uitrit is. 